# Силван-де-Сима
Силван-де-Сима (порт. Silvã de Cima)  —  район (фрегезия) в Португалии,  входит в округ Визеу. Является составной частью муниципалитета  Сатан. Находится в составе крупной городской агломерации Большое Визеу. По старому административному делению входил в провинцию Бейра-Алта. Входит в экономико-статистический  субрегион Дан-Лафойнш, который входит в Центральный регион. Население составляет 549 человек на 2001 год. Занимает площадь 6,63 км².
Покровителем района считается Иисус Христос (порт. São Silvestre).